# Кононенко Іван Миколайович
Іван Миколайович Кононенко (1901 — ?) — український радянський діяч, голова Луцького міськвиконкому.

## Біографія
Член ВКП(б). До листопада 1939 року — голова виконавчого комітету Нижньодуванської районної ради депутатів трудящих Ворошиловградської області.
У листопаді 1939 — 18 жовтня 1940 року — секретар виконавчого комітету Волинської обласної ради депутатів трудящих.
18 жовтня 1940 — січень 1941? р. — заступник голови виконавчого комітету Волинської обласної ради депутатів трудящих.
У листопаді 1940 — червні 1941 р. — голова виконавчого комітету Луцької міської ради депутатів трудящих Волинської області.